# Dharuhera
Dharuhera é uma vila no distrito de Rewari, no estado indiano de Haryana.

## Geografia
Dharuhera está localizada a 28° 13′ N, 76° 47′ L. Tem uma altitude média de 244 metros (800 pés).

## Demografia
Segundo o censo de 2001, Dharuhera tinha uma população de 18 890 habitantes. Os indivíduos do sexo masculino constituem 57% da população e os do sexo feminino 43%. Dharuhera tem uma taxa de literacia de 67%, superior à média nacional de 59,5%: a literacia no sexo masculino é de 75% e no sexo feminino é de 56%. Em Dharuhera, 17% da população está abaixo dos 6 anos de idade.